# Ceylonese boomkikker
De Ceylonese boomkikker (Boophis microtympanum) is een kikker uit de familie gouden kikkers (Mantellidae).

## Naamgeving
De wetenschappelijke naam van de soort werd in 1881 voor het eerst gepubliceerd door Oskar Boettger. De Nederlandstalige naam Ceylonese boomkikker is opmerkelijk omdat Ceylon de oude naam is van Sri Lanka en de kikker daar niet voorkomt maar in Madagaskar leeft. Deze Nederlandstalige naam werd gepubliceerd toen de soort nog bekend stond onder de wetenschappelijke naam Polypedates microtympanum. Deze naam bleek echter al bezet door de soort Pseudophilautus microtympanum die al eerder dezelfde naam had. Hierdoor is de naam vervangen door Rhacophorus microtympanum. Later werd de soort in het geslacht Boophis geplaatst. De Nederlandstalige naam Ceylonese boomkikker is zodoende aan de soort Boophis microtympanum gekoppeld terwijl het dier niet voorkomt in Sri Lanka.

## Uiterlijke kenmerken
Een mannelijk exemplaar van de Ceylonese boomkikker kan 27 tot 30 millimeter lang worden en een vrouwelijk exemplaar wordt groter van 33 tot 42 millimeter. De soort heeft een groene kleur op de rug en een witte buik met soms wat donkere vlekken op de keel.

## Verspreiding en habitat
De Ceylonese boomkikker is endemisch in Madagaskar. De kikker leeft op (sub)tropische savannes, graslanden, rivieren en in bergbossen.
De soort komt voor in het zuiden van het eiland, onder andere in het nationaal park Andringitra en het nationaal park Ranomafana.

## Synoniemen
- Rhacophorus boettgeri Boulenger, 1882
- Rhacophorus arboreus Ahl, 1928 non Rhacophorus arboreus (Okada & Kawano, 1924)